# Alpine combinatie
De combinatie of combiné in het alpineskiën bestaat uit twee onderdelen, namelijk een afdaling en een speciale slalom (die zelf uit twee reeksen bestaat). Deze worden in principe in deze volgorde geskied (omwille van de weersomstandigheden kan daar wel van afgeweken worden). Sinds de jaren 1990 worden de tijden van beide proeven samengeteld en de winnaar is de deelnemer met de laagste totaaltijd. Daarvoor werd een puntensysteem gebruikt gebaseerd op het verschil in tijd ten opzichte van de snelste in een van de disciplines. 
De combinatie is bedoeld om de meest complete "all-round" skiërs te bekronen, die zowel uit de voeten kunnen op het snelste nummer (de afdaling) als op het meest technische (de slalom).
Tijdens grote kampioenschappen (wereldkampioenschappen en Olympische Winterspelen) worden er aparte combinatie-wedstrijden gehouden, waarbij zowel de afdaling als de slalom wat minder lang en technisch veeleisend zijn dan de "speciale" proeven.
In het Wereldbeker-circuit zijn er slechts weinig combinatie-wedstrijden. Hier gaat het meestal niet om afzonderlijke wedstrijden maar worden de tijden van een afdaling en een slalom samengeteld.

## Super-combinatie
In het seizoen 2005-2006 is in de Wereldbeker de "super-combinatie" ingevoerd, die bestaat uit een afdaling en één slalomreeks, die op dezelfde dag worden geskied. In plaats van een afdaling kan ook een Super-G (super-reuzenslalom) geskied worden, en in plaats van een slalomreeks een reuzenslalomreeks. Voor de mannen werd er zo een super-combinatie gehouden in Val d'Isère, Wengen en Chamonix-Mont-Blanc; enkel in Kitzbühel was er nog een klassieke combinatie. Voor de vrouwen was er enkel in Sankt Moritz en Hafjell een super-combinatie. Deze "super-combinatie" staat sinds 2010 op het programma van de Olympische Winterspelen in plaats van de combinatie. 